# Кисела индигестија бурага
Кисела индигестија (лат. Acidosis ingestorum ruminis, lactacidosis) је поремећај у раду бурага до које долази услед присуства велике количине киселих састојака, настале ферментацијом хране са великом количином лако сварљивих угљених хидрата (концентрована смеша) или хранива (зрневље житарица, сточно брашно) од којих у току процеса варења у бурагу настају велике количине органских киселина (млечна киселина).

## Врсте домаћих животиња подложне обољењу
Код говеда која се гаје екстензивно киселе индигестије се јављају спорадично у односу на говеда која су у интензивном узгоју. Млечна ацидоза се јавља и код оваца и коза свих раса, старости и оба пола. Чешће настаје код стајског узгоја него на пашњачком узгоју, најчешће код јагњади старости од 3 до 9 месеци.
Производња товних категорија говеда налаже да јунад добијају максималну телесну масу што пре, а ово најчешће захтева прелазак на исхрану са великим количинама концентрата. У зависности од врсте концентроване смеше, укупно унете количине хране и прилагођености микропопулације бурага на такву исхрану, број оболелих грла може да варира од 10 до 15% у запату. Смртност може бити и до 90% код нелечених случајева, док код лечених смртност може да износи између 30 и 40%.

## Узроци
Узроци киселе индигестије су: нагло узимање оброка који садржи веће количине лако сварљивих угљених хидрата, односно преобилна исхрана лако сварљивим угљеним хидратима (цело или фино млевено зрно кукуруза, јечма, пшенице, затим троп, меласа, воће, шећерна репа и резанци, сточна репа, кромпир и др.). Млевене житарице узете у већим количинама изазивају јаку киселу индигестију (преједање житарицама и осталим лако сварљивим угљеним хидратима). Млевени кукуруз у количини од 2,5 до 6,2 кг на 100 кг телесне масе изазива јаку киселу индигестију.

## Клиничка слика
Ток болести и развој клиничке слике зависе од врсте и количине унетог хранива и степена ацидозе, дехидрације, интоксикације или запаљивих промена у бурагу, сиришту и цревима.

### Перакутни ток обољења
Манифестује се тешком депресијом, слабошћу, а касније изнемоглошћу. Животиња не устаје, привидно је слепа, јавља се мидријаза или слаб пупиларни рефлекс. Абдомен је видно увећан, бураг проширен са течним садржајем, настаје потпуна атонија бурага, pH садржаја је испод 5 и у садржају нема протозоа. Присутни су колични болови. Код животиње је присутан висок степен дехидрације, очи су упале, пулс је убрзан и износи 110 до 130 у минути, а телесне температура износи 36,5 до 38 °C. Клиничка слика подсећа на пуерпералну парезу. Прогноза код перакутног тока је веома лоша због настале токсемије и може наступити смрт у року од 24 часа. Пре смрти животиње леже, стењу, грче се и гуше.

### Акутни ток обољења
Акутни ток обољења је нешто блажи у односу на перакутни и манифестује се депресијом, атаксијом, али животиње још увек могу да се крећу. Животиња има потпун недостатак апетита и атонију бурага, појачану жеђ, благу мидријазу, а пупиларни рефлекс је слаб. Степен дехидрације је осредњи као и проширење абдомена. У течном садржају бурага pH је између 5 до 6, а у садржају нема протозоа. Пулс износи 90 до 100 у минути, дисање је површно и убрзано, а телесна температура је 38,5 - 39,5 °C. Код животиње опада производња млека, јављају се колични болови, дијареја је обилна и са зрнима житарица, животиња је немирна, осврће се и удара ногама према трбуху. Код акутне индигестије удружене са дилатацијом бурага лева гладна јама је испуњена због пренатрпавања бурага храном и палпацијом се осећа тврд и тестаст садржај, а нешто касније и течан. Такође може да настане и метеоризам па је онда ток много бурнији, бураг је јаче напет и палпацијом се налазе гасови. Гравидне животиње могу да побаце десетак дана након опоравка. Акутни пододерматитис може да се јави и у случајевима у којима обољење није узело маха. Хронични пододерматитис може да се појави неколико недеља или месеци касније. Прегледом мокраће на присуство кетонских тела искључује се индигестија настала због кетозе.

### Субакутни ток обољења
Субакутни ток обољења је најчешћи код преживара свих категорија. Овај облик је много лакши од претходна два и симптоми болести су слабије изражени, али су последице на рентабилност производње највећи. 

## Лечење
Неопходно је извршити отклањање ацидозе бурага, метаболичке ацидозе, дехидрације, интоксикације, абнормалне микрофлоре бурага и атоније бурага. У лакшим случајевима ацидозу бурага сузбијати пероралним давањем минералних соли или смешама са антацидним дејством (смеше садрже калцијум карбонат, магнезијум карбонат, моно и динатријум фосфат). Могу се дати и алкалне соли натријум бикарбонат, калцијум карбонат, магнезијум карбонат или магнезијум оксид помешани са неколико литара воде дају се перорално и апликација се може поновити за 24 и за 48 часова. У тежим случајевимаса јаком дилатацијом бурага и ацидозом без знакова интоксикација вршити руминотомију. Након руминотомије, садржај бурага се вади, а бураг се испира водом.
За сузбијање метаболичке ацидозе, дехидрације и интоксикације дају се 1,4 постотни раствор натријум бикарбоната, једна до две литре лагано интравенски, затим 5 до 10 постотни раствор глукозе у физиолошком раствору натријум хлорида три до пет литара дневно. Затим се дају препарати калцијума и магнезијума, витамин Б1, витамин Ц, кофеин, пентазол, антихистаминици и кортикостероиди.